# 非競合性
非競合性（ひきょうごうせい、nonrivalness）は、経済学の用語であり、同じ財やサービスを複数の消費者が同時に消費できること。ある消費者が消費することによって他の消費者の消費量が減少することがなく、追加的な費用なしで全員が同時に同量を消費できる。
非競合性または非排除性のいずれかの性質を有する財は、公共財と呼ばれる。そのうち、非競合性かつ非排除性な財は純粋公共財と呼ばれる。非排除的かつ競合的な財はコモンプール財(準公共財)と呼ばれる。非競合的な財に排除性(利用できなくすること)をもたせた財は、クラブ財(準公共財)と呼ばれる。
|          | 排除性                                          | 非排除性                                                      |
| 競合性   | 私的財 食料・衣服・自動車・駐車場               | コモンプール財 漁業資源・木材・石炭・水資源・無料公共交通機関 |
| 非競合性 | クラブ財 映画・有料公園・衛星放送・公共交通機関 | 公共財 無料放送・空気・国防・FLOSS                            |